# Kenneth David Elworthy
Kenneth David Elworthy (Bristol, 1940) é um matemático britânico, professor emérito da Universidade de Warwick.
Obteve um doutorado em 1967 na Universidade de Oxford, orientado por Michael Atiyah.
Publicou com Xue-Mei Li e Yves Le Jan os livros "The Geometry of Filtering" e "On the Geometry of Diffusion Operators and Stochastic Flows".
Foi palestrante do Congresso Internacional de Matemáticos em Nice (1970) e em Madrid (2006).

## Obras
- Stochastic differential equations on manifolds, London Mathematical Society Lecture Series 70, Cambridge University Press 1982
- com Xue-Mei Li, Yves Le Jan: The Geometry of Filtering, Birkäuser 2010
- com Xue-Mei Li, Yves Le Jan: On the geometry of diffusion operators and stochastic flow, Springer 1999